# Djelloul Djilani
Djelloul Djilani, né le 14 janvier 1953, est un homme politique algérien. Membre du Front de libération nationale, il fut député de la troisième (1987-1992) législature.